# Хурритская клинопись

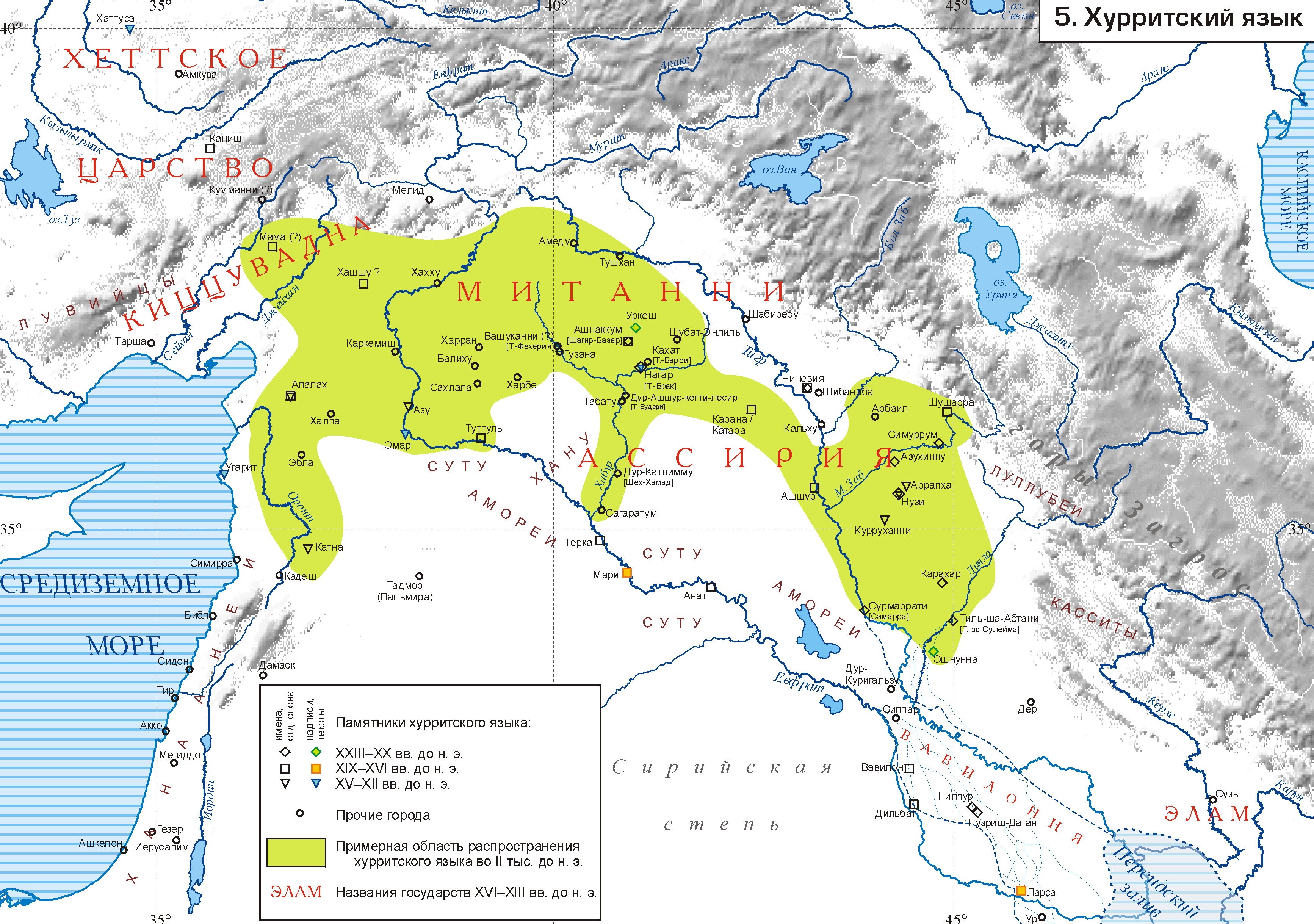
Распространение хурритского языка во 2-м тысячелетии до н. э.

Для записи текстов на хурритском языке клинопись стала применяться на рубеже третьего и второго тысячелетий до н. э. Самые поздние известные тексты относятся к последним векам второго тысячелетия.
Из-за большего территориального разброса (от столицы хеттов Хаттусы до южной Месопотамии) в разное время и в разных местах хурритские тексты записывались различными орфографическими системами: староаккадской, вавилонской, хуррито-хеттской, митаннийской.
Вавилонская орфография использовалась для текстов из Мари, шумерско-хурритской билингвы, имён собственных из Вавилонии и Ассирии. Унаследованные из аккадского знаки для обозначения глухих и звонких последовательно использовались и для передачи глухих и звонких в хурритском языке. Напряженность специально не передавалась.
Хуррито-хеттская орфография характерна для хуррито-хеттской билингвы и возможно текстов из Хаттусы. Глухость-звонкость не передавалась, зато напряжённые фонемы передавались удвоением согласных.
Наиболее оригинальной и последовательной стала т. н. митаннийская орфография, отражённая прежде всего в «Митаннийском письме», а также в других документах митаннийской канцелярии.
В таблице показаны соответствия силлабограмм митаннийской орфографии хурритским фонемам.
|         | _a            | _e            | _i            | _o            | _u            |  | a_       | e_        | i_        | o_       | u_       |
| ------- | ------------- | ------------- | ------------- | ------------- | ------------- |  | -------- | --------- | --------- | -------- | -------- |
| p~b     | pa            | pè            | pí (BI)       | pu            | pu            |  | ap       | e/ip      | e/ip      | up       | up       |
| t~d     | ta            | te            | ti            | tù            | tù            |  | at       | e/it      | e/it      | ut       | ut       |
| k~g     | ka            | ké (GI)       | ki            | ku(GU)        | ku8           |  | ak       | e/ik      | e/ik      | uk       | uk       |
| f~v     | wa/e/i/u (PI) | wa/e/i/u (PI) | wa/e/i/u (PI) | wa/e/i/u (PI) | wa/e/i/u (PI) |  | aw (AB)  | e/iw (IB) | e/iw (IB) | uw (UB)  | uw (UB)  |
| c~ʒ     | sa            | si/e          | si/e          | su            | su            |  |          |           |           |          |          |
| s~z     | sà(ZA)        | sé/sí (ZI)    | sé/sí (ZI)    | sú (ZU)       | sú (ZU)       |  | as       | e/is      | e/is      | us       | us       |
| š/θ~ž/ð | ša            | še            | ši            | šu            | šu            |  | aš       | eš        | iš        | uš       | uš       |
| x~ğ     | ḫa            | ḫé            | ḫi            | ḫu            | ḫu            |  | a/e/i/uḫ | a/e/i/uḫ  | a/e/i/uḫ  | a/e/i/uḫ | a/e/i/uḫ |
| w       | ú-a           | ú-e           | ú-i           | ú-u           | ú-ú?          |  | a-ú      | e-ú       | i-ú       | u-ú      | ú-ú?     |
| m       | ma            | me            | mi            | mu            | mu            |  | am       | e/im      | e/im      | um       | um       |
| n       | na            | né/i          | né/i          | nu            | nu            |  | an       | en        | in        | un       | un       |
| l       | la            | le/i          | le/i          | lu            | lu            |  | al       | el        | il        | ul       | ul       |
| r       | ra            | re/i          | re/i          | ru            | ru            |  | ar       | e/ir      | e/ir      | ur       | ur       |
| Ø       | a             | e             | i             | u             | ú             |  |          |           |           |          |          |

Как видно из таблицы в митаннийской орфографии использовалось 43 знака для последовательностей (C)V, 34 — для VC, всего несколько знаков CVC и очень ограниченное число наиболее распространенных детерминативов и логограмм.
Логическое завершение в митаннийской орфографии получили тенденции, присутствовавшие в других орфографиях, в передачи фонационных противопоставлений. Так как фонологическую значимость в хурритском имеет противопоставление напряжённых и ненапряжённых согласных, причём первые были всегда глухими, а вторые озвончались между гласными, в ранних текстах глухие и звонкие серии могли использоваться в одних и тех же позициях, либо в зависимости от позиции в слове. В митаннийской орфографии, чья организация стремилась к максимально полному сведению на нет полифонии и омофонии, для каждого типа слога использовался только один слоговой знак, либо из глухой серии, либо из звонкой, обычно наиболее частотный. Напряжённые же согласные последовательно обозначаются двойными написаниями типа VC1-C1V.
В вокализме митаннийская орфография последовательно различает U и Ú, которыми по всей видимости обозначаются гласные /o/ и /u/ (так как Ú используется также для полугласного /w/). В велярной серии знаки KI и KU используются для передачи слогов ki/gi и ku/gu, в то время как знаки GI и GU практически без исключения используются для слогов ke/ge и ko/go. Однако такое перераспределение звонких и глухих серий было сделано только для велярных, в зубной и губной по одному знаку используется и для слогов на -u, и для слогов на -o.
Для некоторых хурритских фонем в исходной клинописи не было готовых знаков, и поэтому их передача в митаннийской орфографии не всегда до конца ясна. Так, для отсутствовавшего в шумерском губного спиранта или сонанта ещё в аккадском был приспособлен знак PI, который использовался независимо от качества гласного (чем напоминал консонантный принцип письма). С близкой целью использовался и знак Ú, что учитывая общую тенденцию митаннийской орфографии избегать полифонии, может свидетельствовать о наличии в хурритском как минимум двух фонем: f/v (знак PI) и w (знак Ú). Одним из нерешённых вопросов этой системы орфографии является звучание знаков серии на Š-, которым при записи угаритским консонантным алфавитом соответствуют межзубные ṯ/ḏ. Поэтому разные исследователи предполагают, что знаками этой серии передавались шипящие сибилянты (š/ž), свистящие сибилянты (s/z) или межзубные спиранты (θ/ð).

## Примечание о транслитерации
В транслитерации одинаковые чтения разных знаков традиционно помечаются знаками акута, грависа и нижними индексами: U, Ú (или U2), Ù (или U3), U4 и т. д. (выбор индекса обусловлен частотностью употребления того или иного знака в данном значении в текстах новоассирийской эпохи).